# 東よか干潟

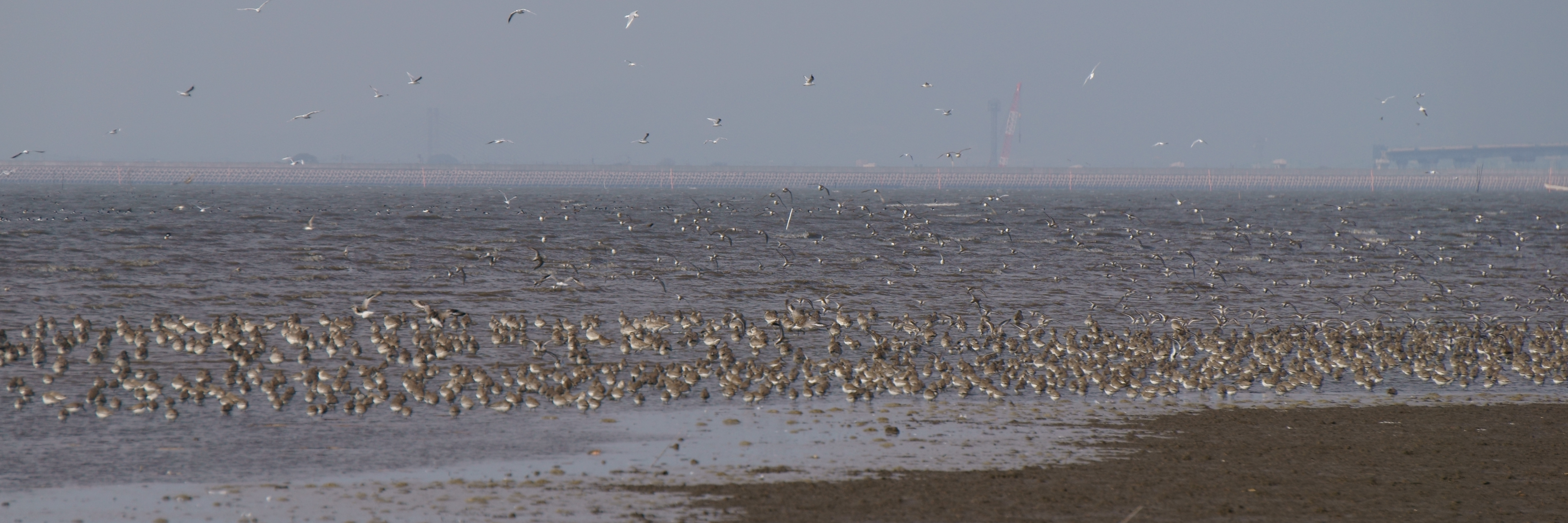
干潟に集まったハマシギ（2018年2月、満潮時）

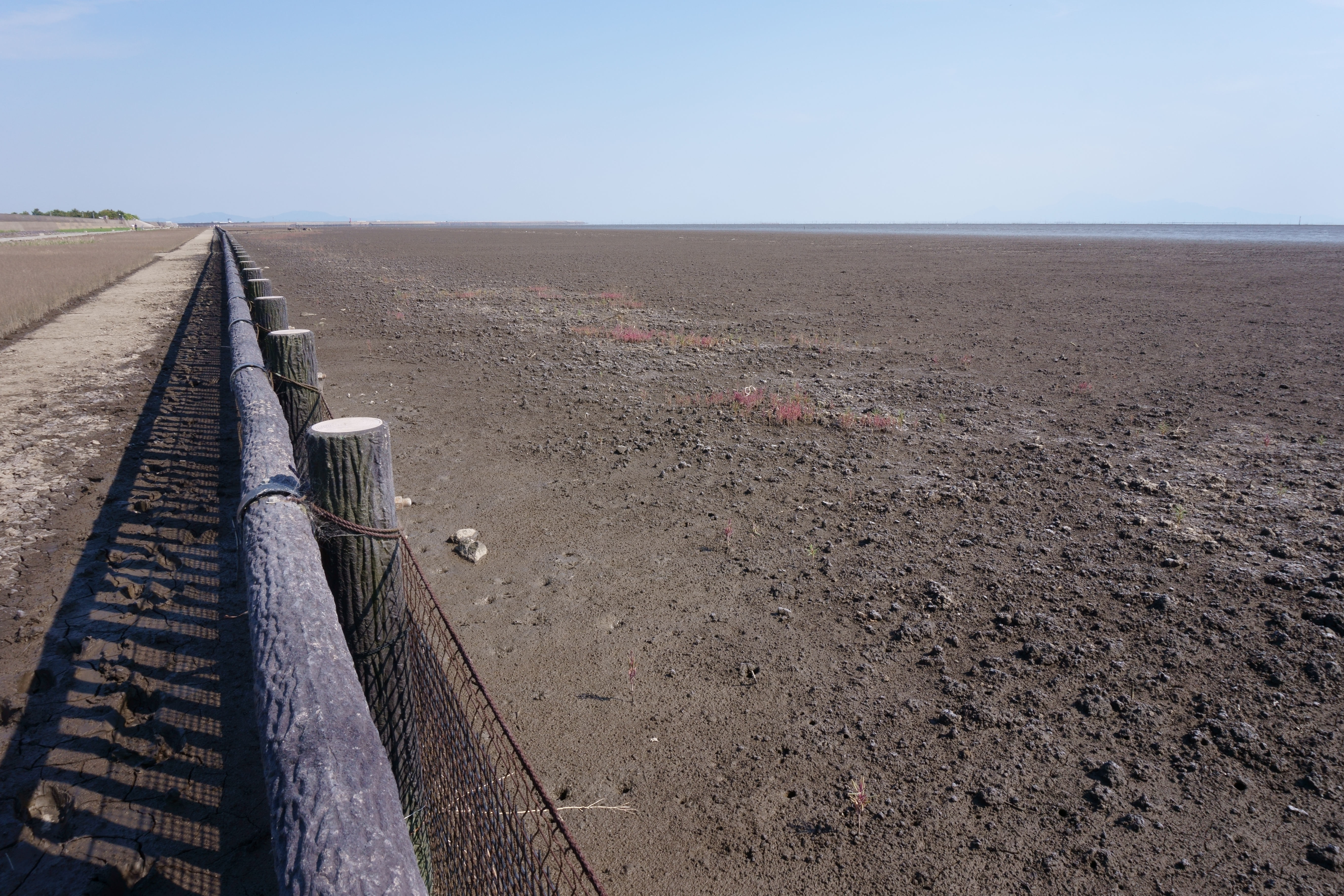
干潮時の干潟

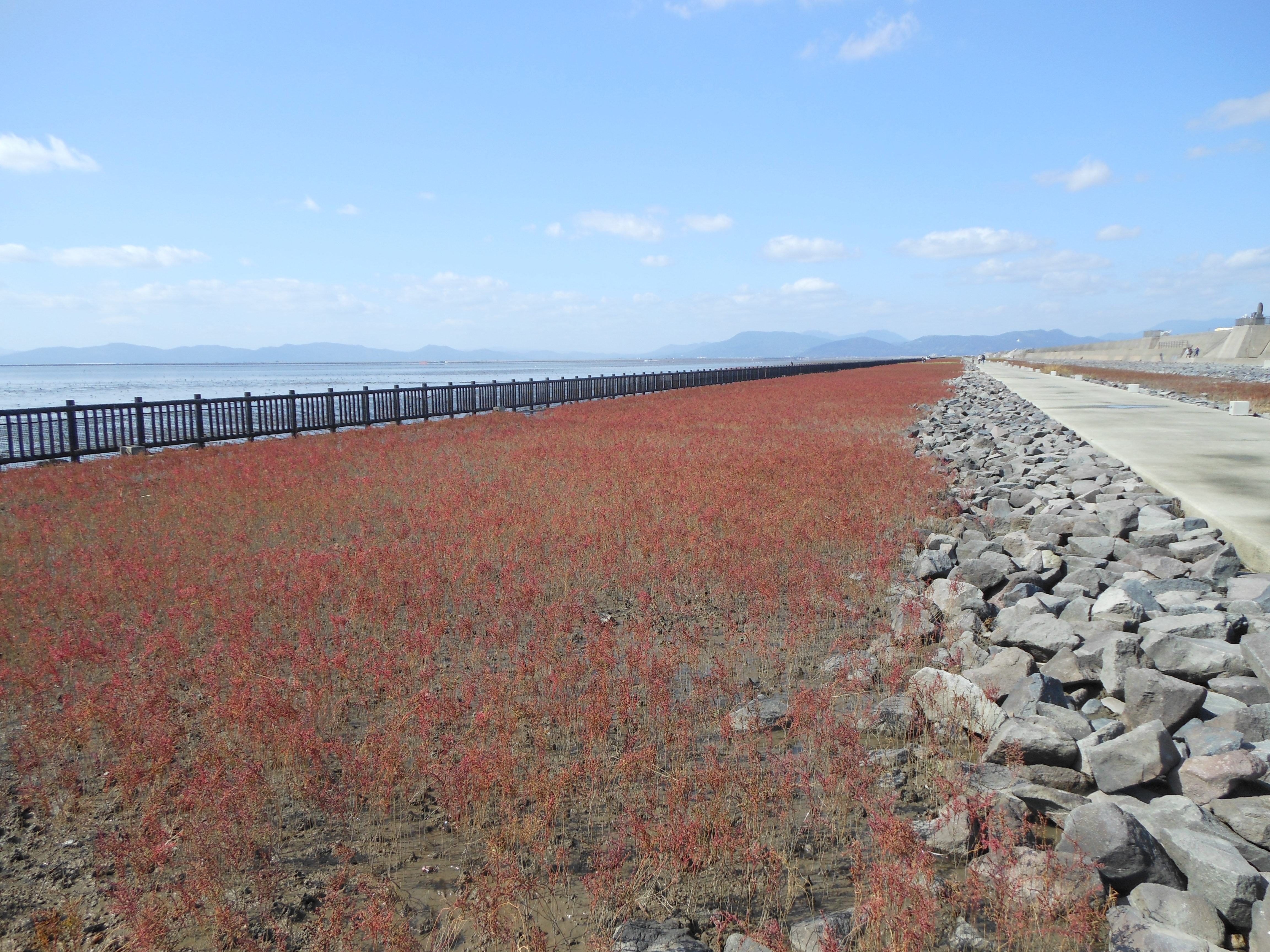
東与賀海岸と紅色のシチメンソウ

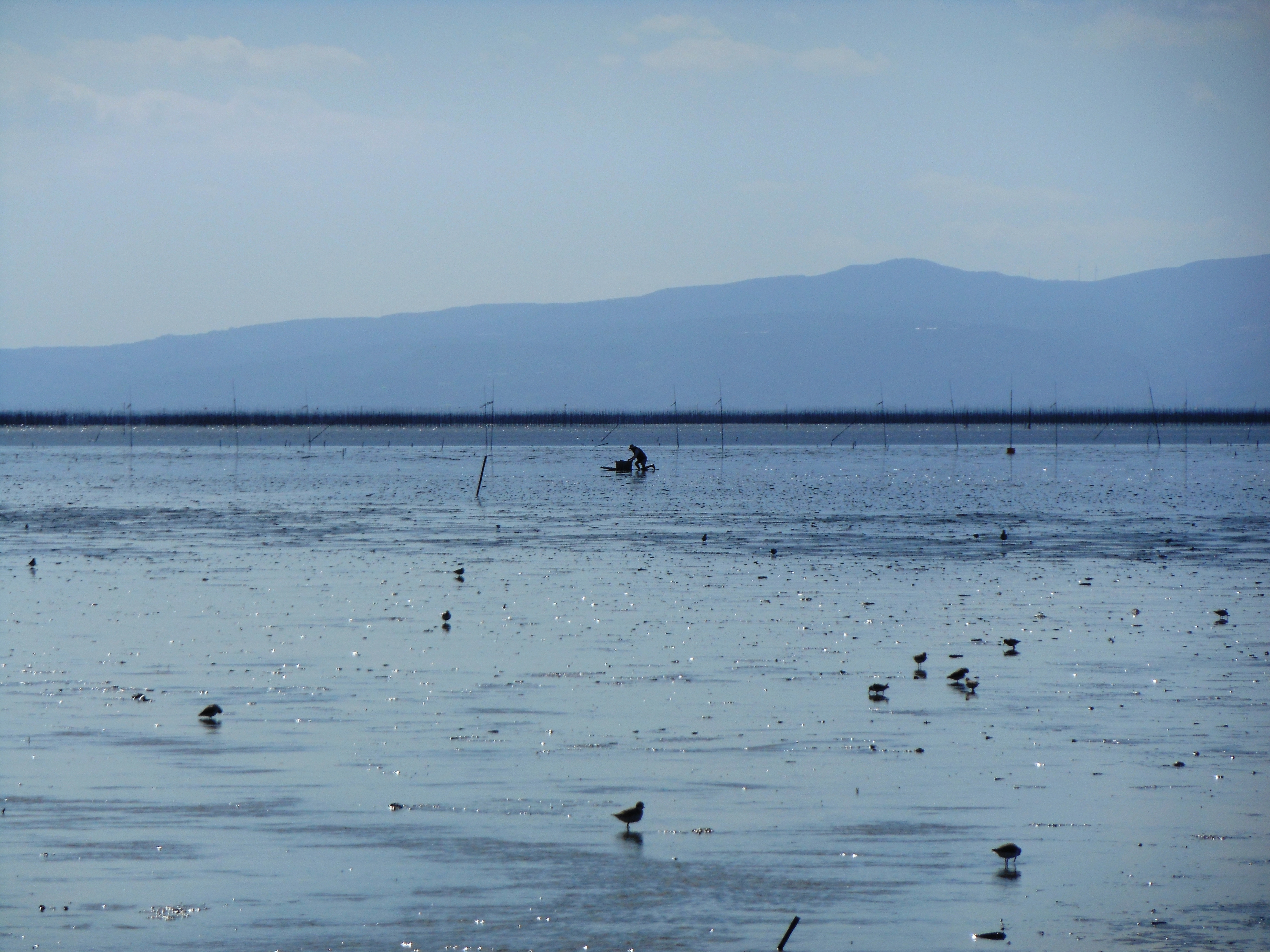
沖の干潟の水鳥と漁師

東よか干潟（ひがしよかひがた）とは、佐賀県佐賀市東与賀町大授搦（だいじゅがらみ）の地先の干潟に設けられている鳥獣保護区で、有明海奥部の干潟の一部。シギ・チドリ類の渡来数が日本国内最多（環境省調査）の水鳥の渡来地で、ラムサール条約湿地に登録されている。紅葉する塩生生物「シチメンソウ」が自生する。

## 名称と範囲
当干潟の呼称については、例えば1982年発行の『東与賀町史』の水産業の説明では「大授搦先の干潟」、同誌の村落史「大授」の日本野鳥の会による調査表では「大授搦地先」とのみ言及し干潟名はない。また、1989年度 - 1992年度の環境省第4回自然環境保全基礎調査（海生生物調査）でも調査地点名を「大授搦」としている。一方、2015年の鳥獣保護区指定地名や同年のラムサール条約登録地名は「東よか干潟」である。
「東よか干潟」鳥獣保護区の範囲は、東与賀海岸防波堤の西端から東端まで、および隣接する西川副海岸防波堤の一部に沿い、奥行きは管理用道路の陸地側路肩端から防波堤の海側天端肩の約700mまたは約600m沖までと定義されている（区域説明図による）。また、前記のうち防波堤の海側天端肩から50m沖以遠の範囲は特別保護地区に指定されており、特別保護地区と同じ範囲がラムサール条約登録地「東よか干潟」に指定されている。範囲の詳細は後述。

## 地理

東よか干潟の空中写真。
2014年撮影の9枚を合成作成。
。

### 有明海における東与賀海岸と漁業利用
有明海奥部は遠浅で潮汐が大きく多くの河川が流入しており、佐賀県鹿島市・小城市・佐賀市から福岡県柳川市・大牟田市にかけての海岸沿いには、主に泥質の干潟が連続して広がる。このうち、西を本庄江、東を八田江に挟まれた佐賀市東与賀町の海岸は東与賀海岸と呼ばれ、海岸線には大授搦（だいじゅがらみ）干拓地の堤防が続き、その海側に干潟がある。東与賀海岸も遠浅で潮汐が大きく、海岸や河口には大型船が接岸できる港がない。
有明海沿いの地域では地先の海域を「まえうみ」、そこで採れる魚介類を「まえうみもん」と呼ぶ。干潟に住むワラスボやムツゴロウ、ウミタケ、メカジャ（ミドリシャミセンガイ）、シャッパ（シャコ）などの生き物も、古くから伝わる独特の漁法で採取し食用としてきた。また昭和初期には牡蠣（スミノエガキ）の養殖も盛んだった。なお、当地の方言では漁に適した大潮の時期を「シオドキ（潮時）」、漁に適さない小潮の時期を「カラマ」と呼ぶ。ただ、現代の食生活の変化や生息数の減少から漁獲数は減少し、漁の風景は珍しくなってきた。その一方、沿岸域で戦後に海苔の養殖業が急速に発展し、東与賀周辺でも海岸から5km以上沖までノリ漁場が広がる。

### 海退と干拓
一方でその海岸線は、干潟の自然陸化と人の手による干拓によって次第に沖へと後退（南に移動）してきた。東与賀町が位置する佐賀平野の標高5m以下の低地は沖積地で、河川運搬と潮汐運搬の両方が作用する"河海成"沖積平野である。陸地の前進（海岸線の後退）速度は、東与賀町では100年あたり0.5kmとされる。これは筑後川に近いほど速く、西の久保田町では同0.35km、東の筑後川河口では同1kmとなる。同様に筑後川の堆積作用が大きいため、東与賀町から福岡県柳川市あたりの有明海北東の海岸線は、筑後川河口に直交する南東-北西方向になっているとされる。
東与賀町付近では戦国時代末期（16世紀後半）の海岸線が現在より2 - 3km北の国道444号付近とされ、江戸時代にはうろこ状の小規模な干拓、明治時代以降は大規模な干拓が進められ、農地に変わった。
大授搦は1926年（大正15年）に起工、8年間余りの工事を経て1934年（昭和9年）に竣工した干拓地で、規模は東西約2.8km・南北約1.2km・面積300ha余り。大授搦の名は、先に干拓が行われた「大搦（おおがらみ）」と「授産社搦（じゅさんしゃがらみ）」の地先にあることから、両地名から1文字ずつ採って付けられている。住所としては東与賀町飯盛、東与賀町田中、東与賀町下古賀の3つの大字に跨る。
なお、海岸は干拓造成時に堤防が築かれた後、台風の高潮による被害を受けたため、対策として戦後旧建設省・国土交通省による堤防改修工事と耐震化工事、また海岸沿いに洪水時の排水ポンプ場が設置されている。堤防設計における計画高潮位がT.P.+5.08mで、その上に2m余の高波を見込み、堤防高はT.P.+7.5mに上る。
前記の経緯から、大授搦地先の東よか干潟が現在のような姿となったのは昭和初期の干拓竣工後である。なお、戦後も大規模な干拓が立案されていた。有明海の湾口を締め切るという壮大な計画案では、沿岸各地に干拓が配され、東与賀町・川副町・久保田町の地先にも3,860ha（大授搦の13倍）が配置されていたが、米の生産過剰や減反という農業環境の変化によりストップ。その縮小案として東与賀町の地先983haと久保田町の地先107haを合わせた計1,090haの「佐賀干拓」も計画されたが、減反のほか漁民の反対や補償交渉の難航などからこれもストップした。

### 地質・海況
有明海海底の地層は最上位から順に、有明粘土層（粘性土、完新世）、島原海湾層（砂質土、後期更新世）、阿蘇溶結凝灰岩の砂質土、その下は砂質土や粘性土の互層となる。「ガタ」「ヘドロ」などと呼ばれる有明海の干潟の泥は有明粘土層に相当し、粒子が細かくて柔らかく土質は軟弱という特徴を持つ。その厚さは平均15 - 20m、最深で30m程とみられる。
潮流は湾の奥（北）に行くほど遅く湾奥では1.5ノット程度となる。また前記のように大きな潮汐に伴い、河川からの土砂と粘土（浮泥）は、引き潮の時には沖合まで運ばれ、満ち潮の時には海岸まで戻る。有明海では満ち潮の時に反時計回りの大きな潮流があるので、大供給源である筑後川河口付近で浮泥の堆積が最も多く、そこから海岸を反時計回りに回るに従い堆積が少なく、また泥粒子は微細になっていく。ある調査によれば干潟の年間成長量（上昇量）は東与賀町地先で4.5cmといい、干潟は堆積を続けている。これにより、堤防内側の水田面より海岸の干潟のほうが標高が高くなる現象も生じている。

## 保全史と登録経緯
藤前干潟や谷津干潟のように直接開発の危機に際して保護運動が高まり保護区指定に至ったものと、東よか干潟の保護指定の経緯は異なっている。
有明海全体としては、その自然環境がもつ価値の啓蒙は長らくおろそかにされてきたものと評価されている。1997年4月の諫早湾干拓堤防閉め切り後に生じた赤潮などの環境問題が国内で広く報道されたこと、2000年に有明海の養殖海苔が著しい不作となり有明海の環境悪化が顕在化したことが契機となり、有明海の生物への注目が一般にも集まった。
それ以前には、有明海特有の海産物の珍味、潮干狩り、干潟を利用したイベント（鹿島ガタリンピック）、シチメンソウの紅葉景観など、一部の自然が観光資源として注目されていたが、観察を通じて生態系の価値を知るような観光はほとんど行われてこなかった。
東京湾や瀬戸内海に比べると有明海の干潟は残されているほうで、かつて日本各地の干潟に生息していたと考えられるが現在はほぼ有明海にしか生息しない種もみられる。しかし、二枚貝が1980年代以降顕著に減少、赤潮の発生頻度が増加するなどの異変が起こり、環境は変わってきていた。
諫早湾にあった国内最大の泥質干潟が失われたことで、研究者や保護関係者は残された干潟の保全を危機的な状況と捉え、いくつかの重要な場所を保護区に指定する措置が必要だと訴える状況にあった。
他方、1999年の第7回締約国会議でラムサール条約は登録地を倍増させる方針となり、日本でも候補地のリストアップが行われた。現在の東よか干潟は、2001年に「有明海および筑後川」として日本の重要湿地500に選定、2004年には「有明海（大授搦）」として環境省ラムサール条約湿地検討会の候補地54ヶ所に選定された。
しかし登録はすぐに進展せず、2010年に「東与賀海岸（大授搦）」として潜在候補地172ヶ所に再度選定された。進展が遅かった背景として、漁業などの利害関係者との調整が難航したことや、佐賀空港が近いこと、開発計画がなく緊急性が低かったことなどが挙げられる。具体的には、保全に伴いノリ食害の増加や佐賀空港におけるバードストライクの増加が懸念されており、2004年には旧東与賀町が登録に前向きだったが空港を管理する県が難色を示したことで登録は一度立ち消えとなったという。
2015年（平成27年）5月に国指定鳥獣保護区に指定され、同月、「東よか干潟」の登録名で、同じ有明海の「肥前鹿島干潟」と同時にラムサール条約に登録された。有明海では荒尾干潟（熊本県、2012年）が既に登録されており、2・3か所目となった。また2016年5月には「東アジア・オーストラリア地域渡り性水鳥重要生息地ネットワーク」に日本国内33か所目として参加した。

### シチメンソウ
1987年（昭和62年）5月、嬉野町（現嬉野市）で行われた全国育樹祭に際して昭和天皇が佐賀県内を行幸し、東与賀町で有明海の干潟を観覧した。このときシチメンソウやヒロハマツナなどの塩生植物に関心を示したことが契機となって、秋に紅葉を見せるシチメンソウが地元でにわかに脚光を浴び、「シチメンソウを育てる会」というボランティア団体が発足する。
1994年から1996年にかけて行われた堤防の耐震化工事の際、堤防根元に押さえの盛土（石積み）が必要となり、堤防近くに自生していたシチメンソウの保全が課題となった。対策として、自生群から種子を採取して盛土エリア外の「移植ヤード」に播種（種蒔き）を行う「種子保存」が採用された。種蒔きは地元の小中学生らも参加して行われ、盛土は播種した株の活着を確認してから行われた。かつて、シチメンソウの国内最大の群生地は諫早湾の小野島海岸であったが、この頃、これが諫早湾干拓により消失してしまったため、大授搦が国内最大の群生地となっていた。

### 水鳥
シギ・チドリ類は干潟の生態系において上位に位置し、その生息環境は干潟生態系のバロメータの1つとされ、1970年代から民間の日本野鳥の会や日本湿地ネットワークの調査、1980年代後半から旧環境庁による調査が、それぞれ日本国内各地で行われてきた。大授搦では少なくとも1979年には調査がスタートしている。環境庁（2001年から環境省）が1999年 - 2003年に行った「シギ・チドリ類個体数変動モニタリング調査」では、有明海が国内最大のシギ・チドリ類の渡来地であり、東よか干潟（大授搦）もその中の重要な渡来地の1つであることが分かっている。また、1997年以降、東よか干潟（大授搦）ではシギ・チドリ類の渡来数が急増したが、これは諫早湾干拓による諫早湾干潟の環境悪化で渡来地が移ったらしいことが原因と考えられ、保全の必要性が認識されるようになった。

### 保全活動
干潟の生き物や自然に親しむ活動が複数の団体で行われている。地元住民中心の「干潟の探検隊」は野鳥の観察や干潟の観察を行う。佐賀市が設立した小中学生中心の「東与賀ラムサールクラブ」でも干潟の生物の観察・自由研究を行い、将来の保全活動の担い手の育成に繋げている。
「シチメンソウを育てる会」は堤防耐震化に伴うシチメンソウの移植再生を担い、その後も種採り・種蒔きを続けて「シチメンソウヤード」の群落の維持に努めているほか、海岸の清掃活動を行ったり、シチメンソウに親しむため海岸で小学生のスケッチ大会や地域イベントの「シチメンソウまつり」を開催したりするなど町おこしも展開する。特に、この会が継続している清掃活動がきっかけとなり、他にも多くのボランティア団体などが東よか海岸で清掃活動を行うようになり、秋の紅葉期に観光地として定着したことから、2015年に第13回「佐賀市景観賞」において同会は特別表彰を受けた。

### 課題
鳥獣保護区のそばを含め、有明海全域のノリ漁場ではカモ類によるノリの食害が発生しており、俗に「バリカン症」と呼ばれている。いくつかの手段があるが、「囲い網」の設置による侵入防止は、効果が認められかつカモ類の保全に配慮できる。しかし、一部だけ対策を行えば対策をしていない漁場に被害が集中するため、多大なコストと手間がかかり現実的ではないとされる。そのため、音や超音波を発する爆音機を用いた漁場からの「鳥追い」が広く実施されているほか、一部では船上から猟銃を用いた捕獲（有害鳥獣捕獲）も行われている。
このほか、周辺の干潟の消失に伴う水鳥の「過密化」のリスクも懸念されている。

## 生息する生物

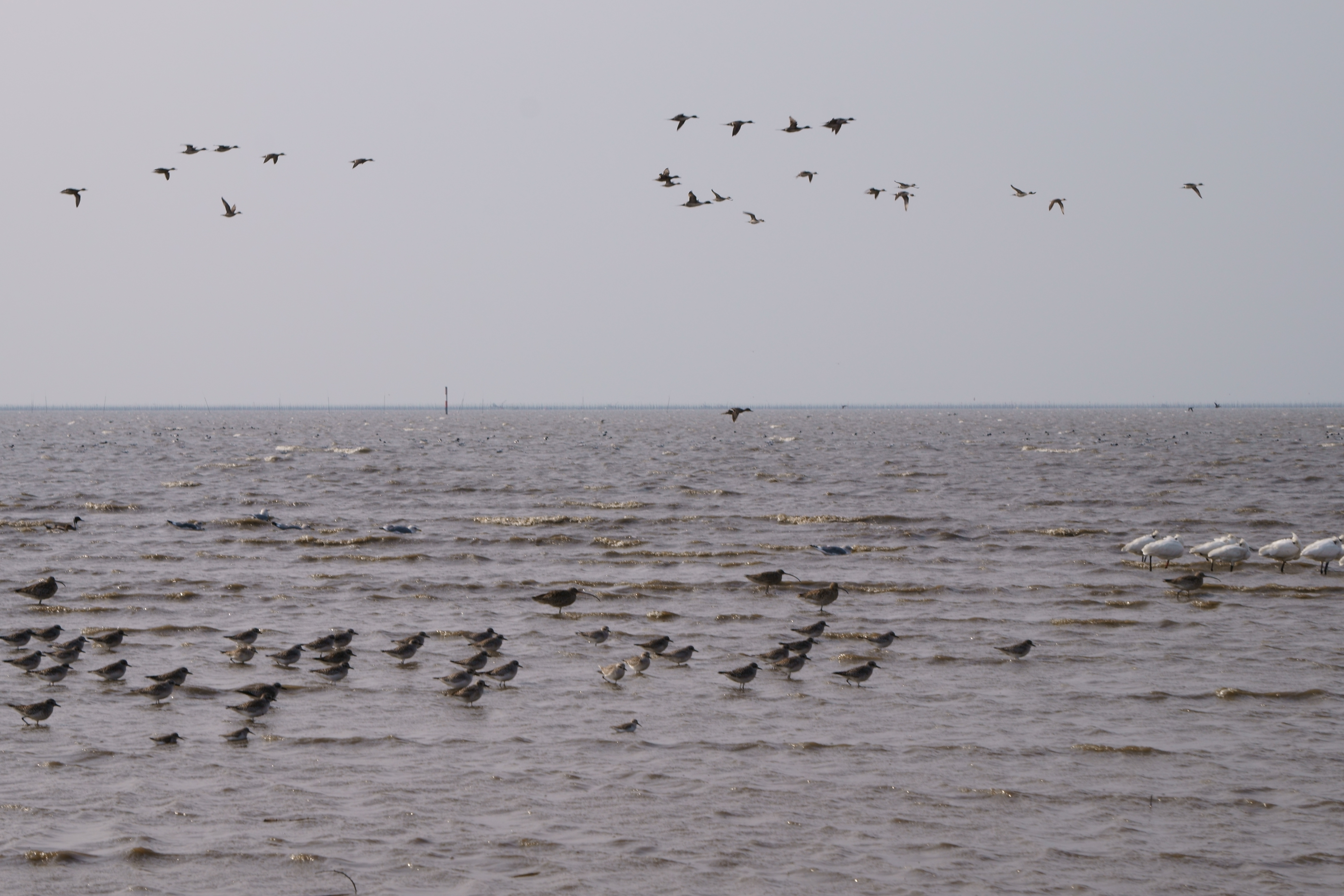
満潮時に海岸から水鳥を観察できる。この写真ではダイシャクシギ、ハマシギ、セグロカモメ、クロツラヘラサギ、ツクシガモが見える。（2018年2月）

### 鳥類
東よか干潟（大授搦）でこれまでに確認されている鳥類は、10目 18科 100種に上る。主に観察される種は以下の通り。
留鳥
アオサギ、ダイサギ、ハヤブサ
旅鳥（春または秋）
オオソリハシシギ、ソリハシシギ、ツルシギ、チュウシャクシギ、コオバシギ、キアシシギ、サルハマシギ、トウネン、オグロシギ、オオメダイチドリ、キリアイ、オバシギ
旅鳥（秋 - 冬 - 春）
ダイゼン、メダイチドリ、ハマシギ、ミヤコドリ、ダイシャクシギ、アオアシシギ、シロチドリ
冬鳥
クロツラヘラサギ、ズグロカモメ、ツクシガモ等
シギ・チドリ類は春と秋に渡来するが、夏にシベリア・アラスカ方面、冬にオーストラリア方面で過ごしそれぞれ渡来する際の、東アジア周辺の中継地の1つになっている。環境省の「モニタリングサイト1000 シギ・チドリ類調査」において2007年度から2011年度の5年間で平均約7,000羽、2014年春期に11,665羽、2015年春季に12,127羽の渡来が確認されており、国内最多となっている。なお古い調査では、1979年春季に2千羽台、1980年春季と1981年春季に4千羽台、1982年春季に2千羽弱を記録している。
種別では、ダイゼン、ハマシギ、ダイシャクシギ、シロチドリ 、メダイチドリ、アオアシシギ、ソリハシシギ、キアシシギの国内屈指の渡来地、ズグロカモメやツクシガモの主要な越冬地となっている。特にズグロカモメは、東アジア地域の推定個体群総数の1%を超える750羽程度（2007年度から2011年度平均）が確認される重要な渡来地とされる。
中でも、クロツラヘラサギ（絶滅危惧IB類）、ズグロカモメ（同II類）、ツクシガモ（同II類）は環境省レッドリスト「絶滅危惧」掲載種。他に同リスト掲載のカラフトアオアシシギ（同IA類）、ヘラシギ（同IA類）、ホウロクシギ（同II類）などが確認されている。

### 底生動物
貝類
サルボウガイ、ハイガイ（環境省レッドリスト 絶滅危惧II類） 、ウミタケ（同II類）、ヘナタリ類、ゴカイ類など
甲殻類
シオマネキ類、ヤマトオサガニ、チゴガニ、アリアケガニなど
魚類
ムツゴロウ（同IB類）、トビハゼ（同準絶滅危惧）、ワラスボなど。
特にカニ類・ゴカイ類は水鳥の主要な食糧源となり、生態系を支える。またムツゴロウ、ワラスボ、シオマネキなど日本では有明海のみに生息する特産種が多い。

### 植物
塩生植物
ヨシ、シオギク、フクド、シチメンソウなど。
シチメンソウは環境省レッドリストの絶滅危惧II類指定種で、日本では有明海特産種。堤防沿いの遊歩道の「シチメンソウヤード」の群落は国内最大規模のものである。

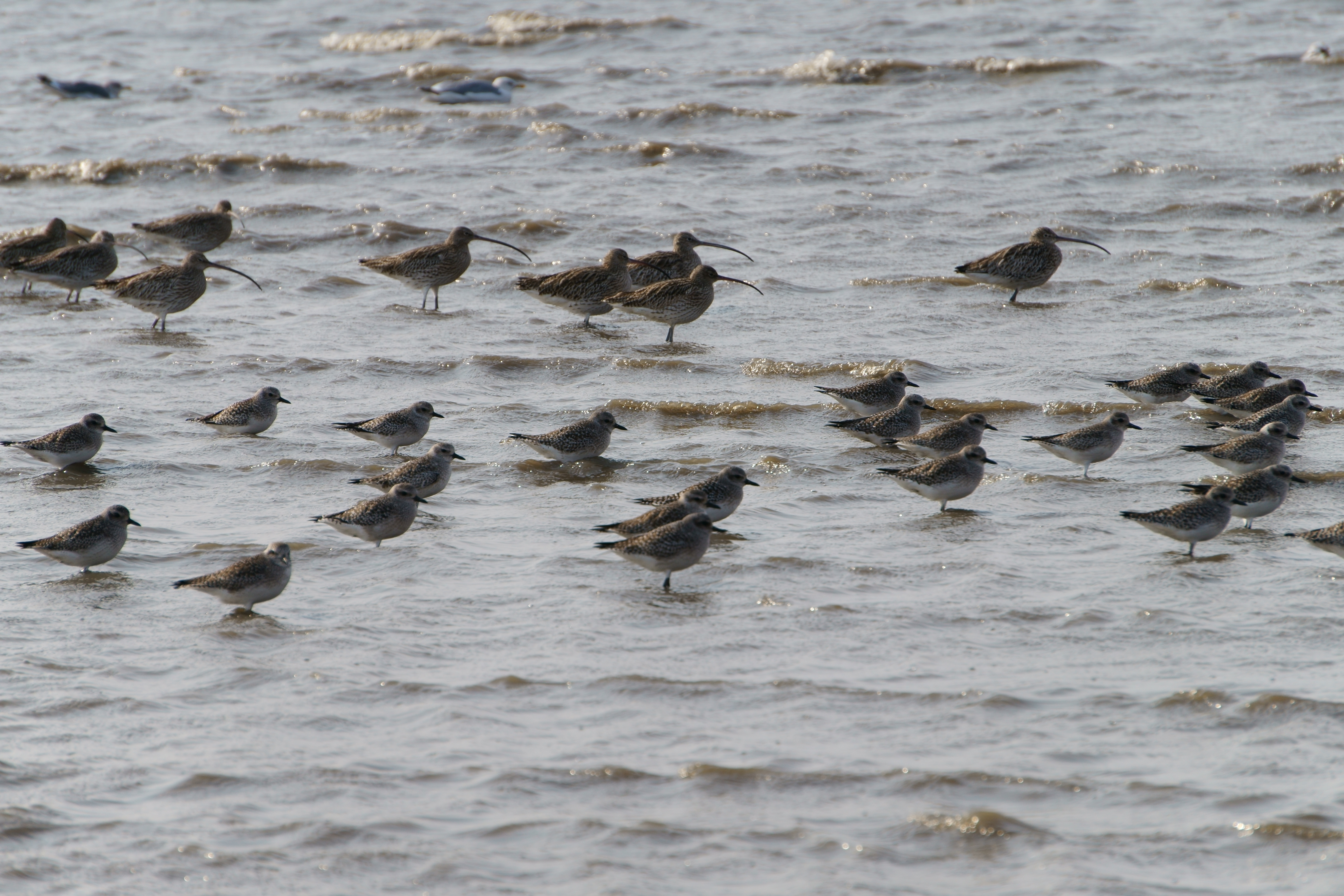
ダイシャクシギ（奥）・ダイゼン（手前）
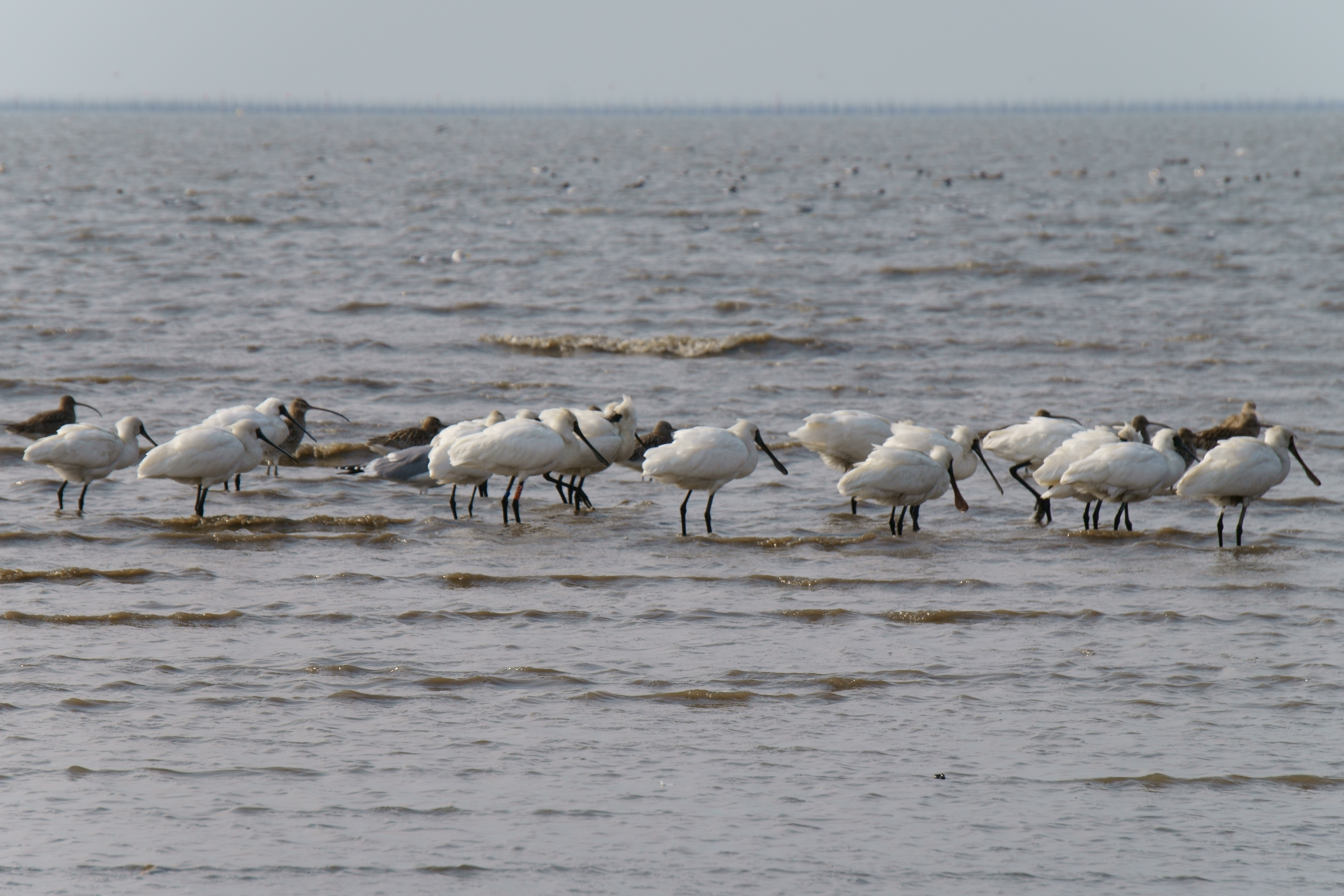
クロツラヘラサギ
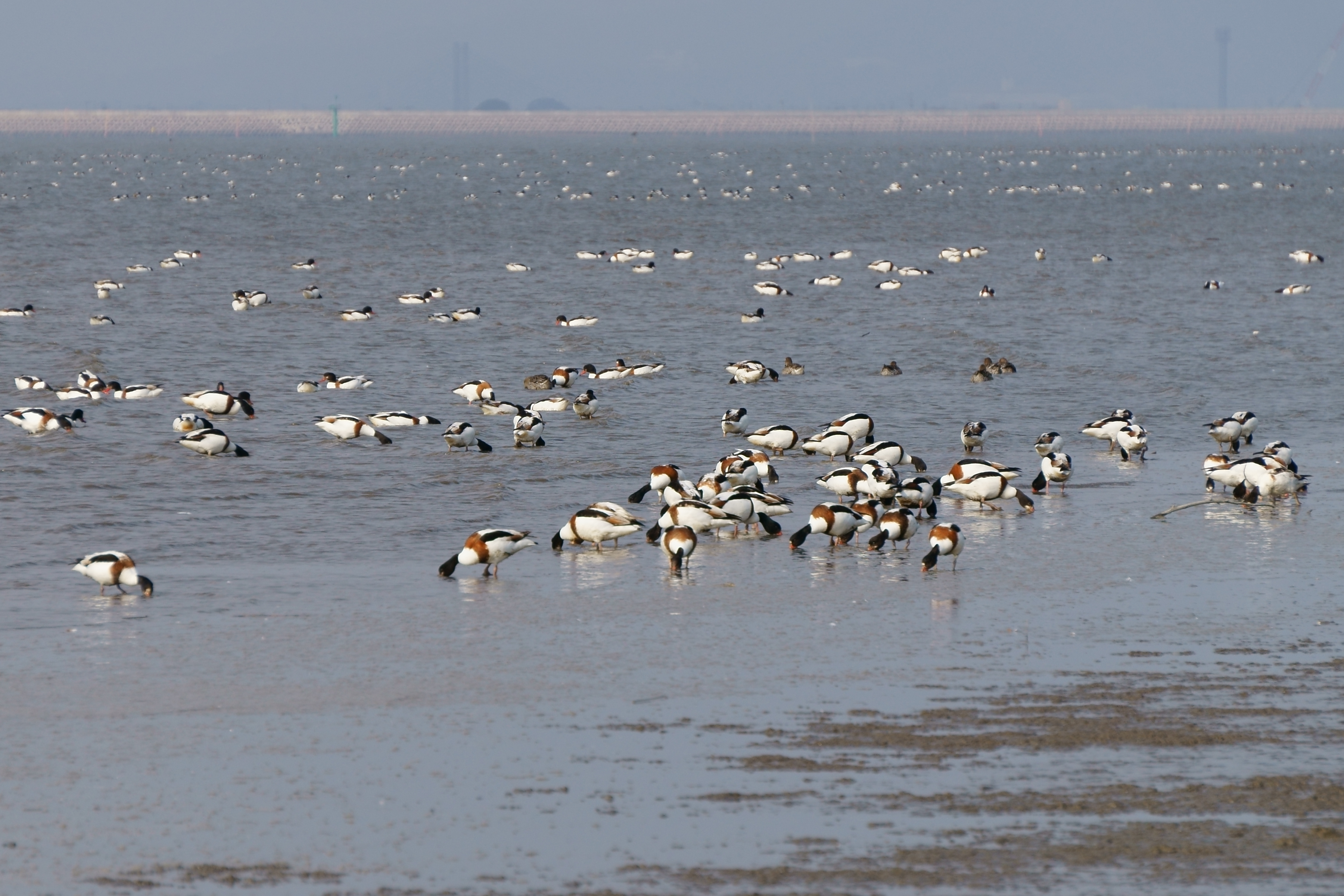
ツクシガモ
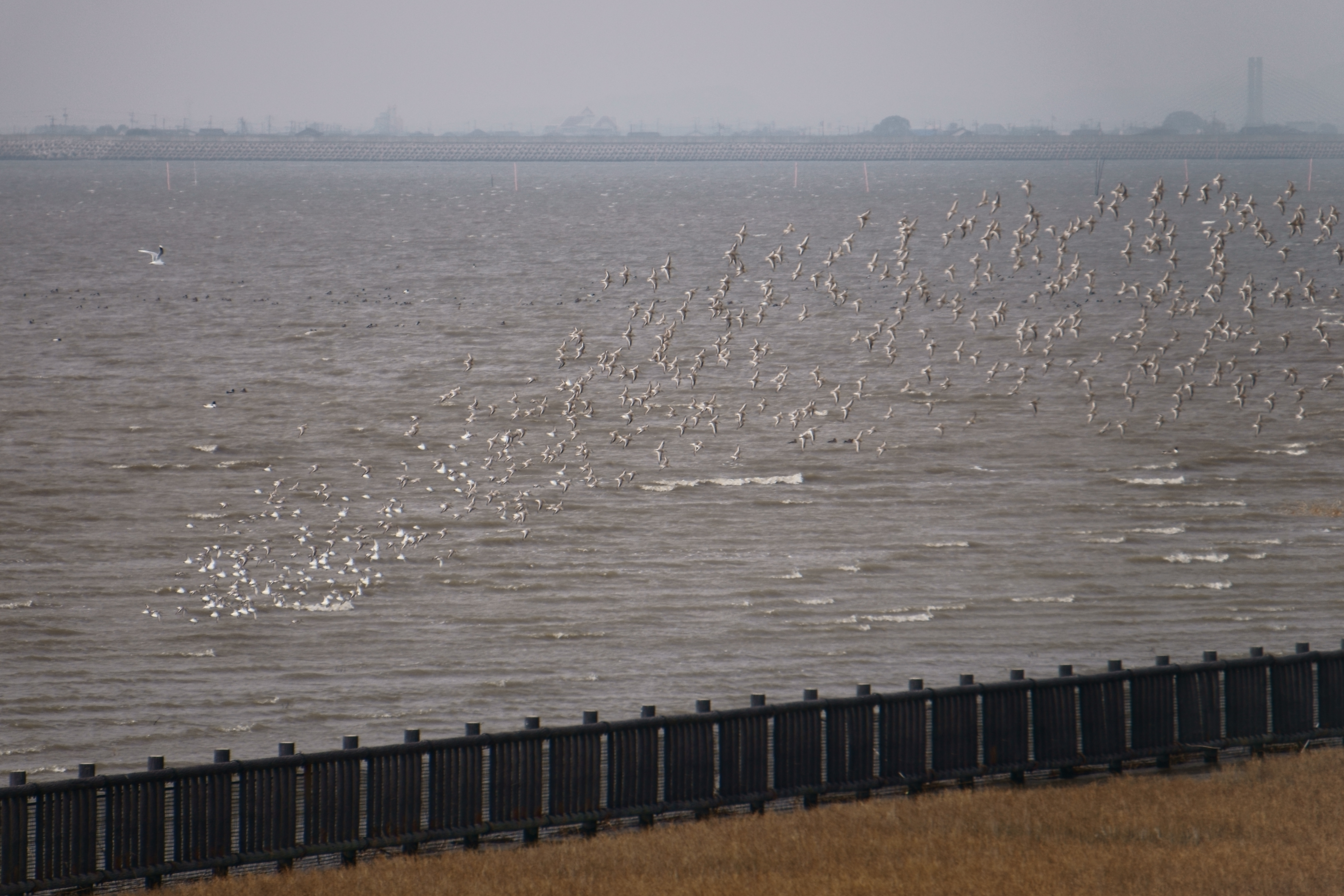
ハマシギの乱舞
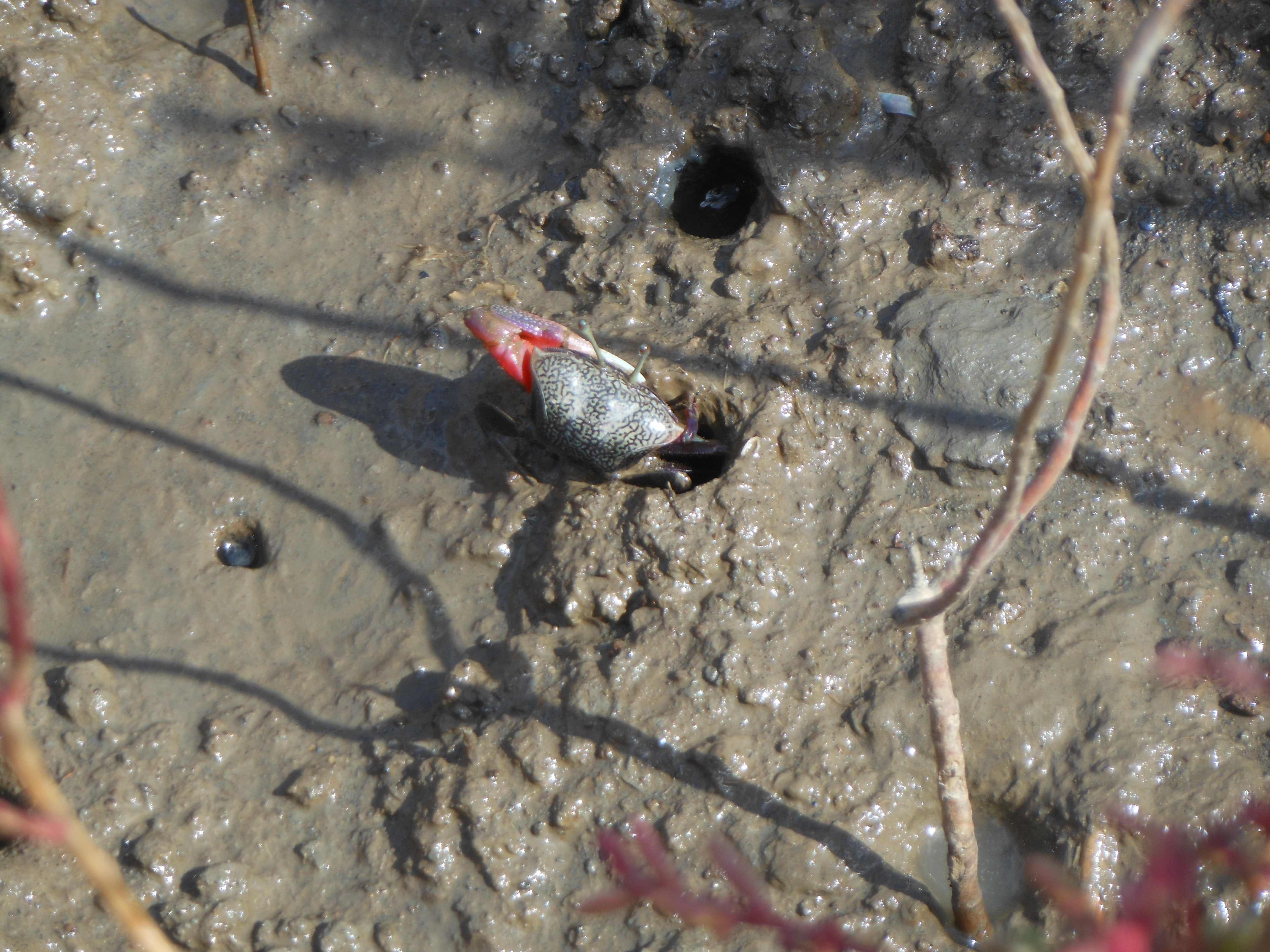
シオマネキ
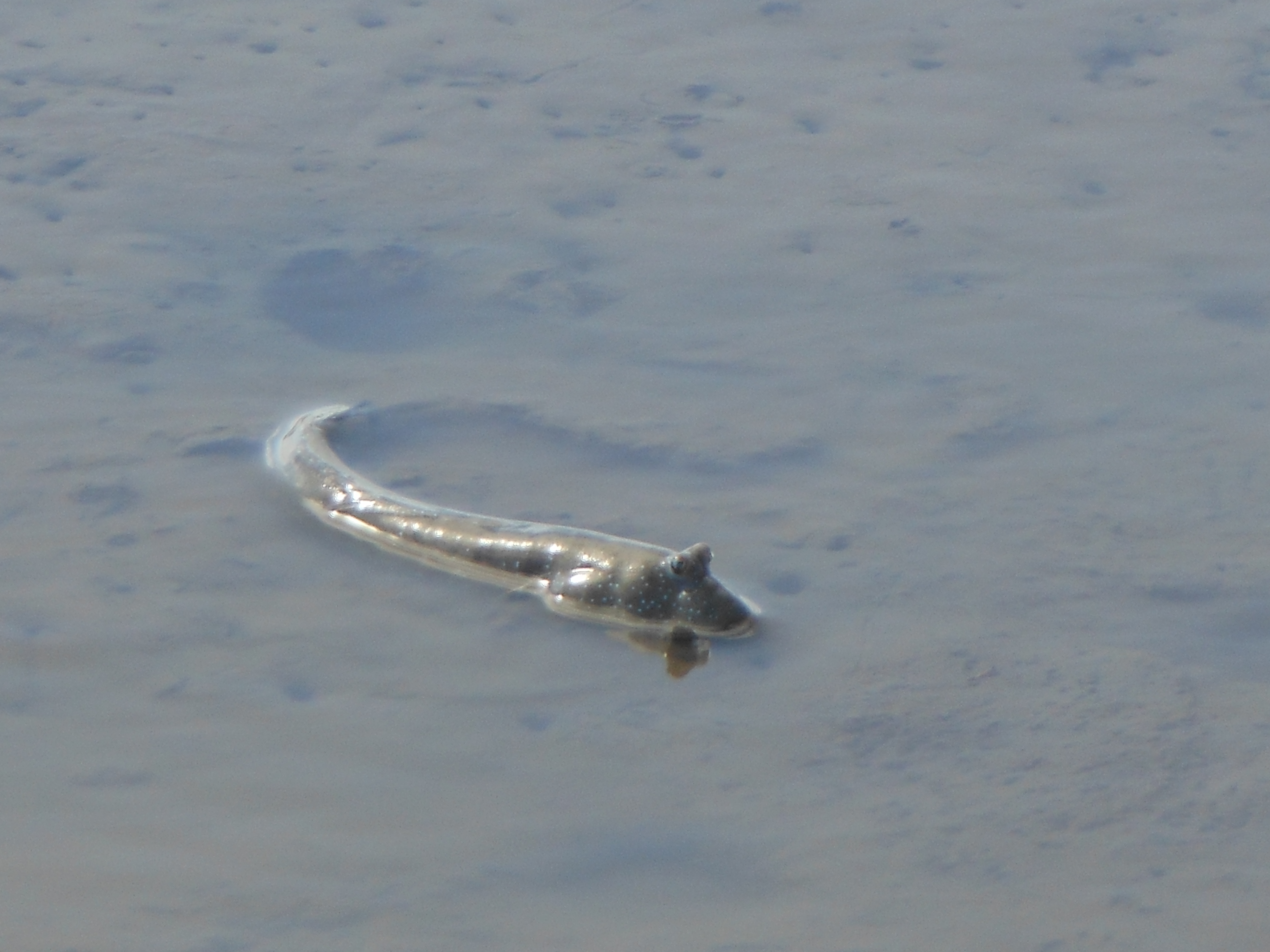
ムツゴロウ

## 観察拠点施設

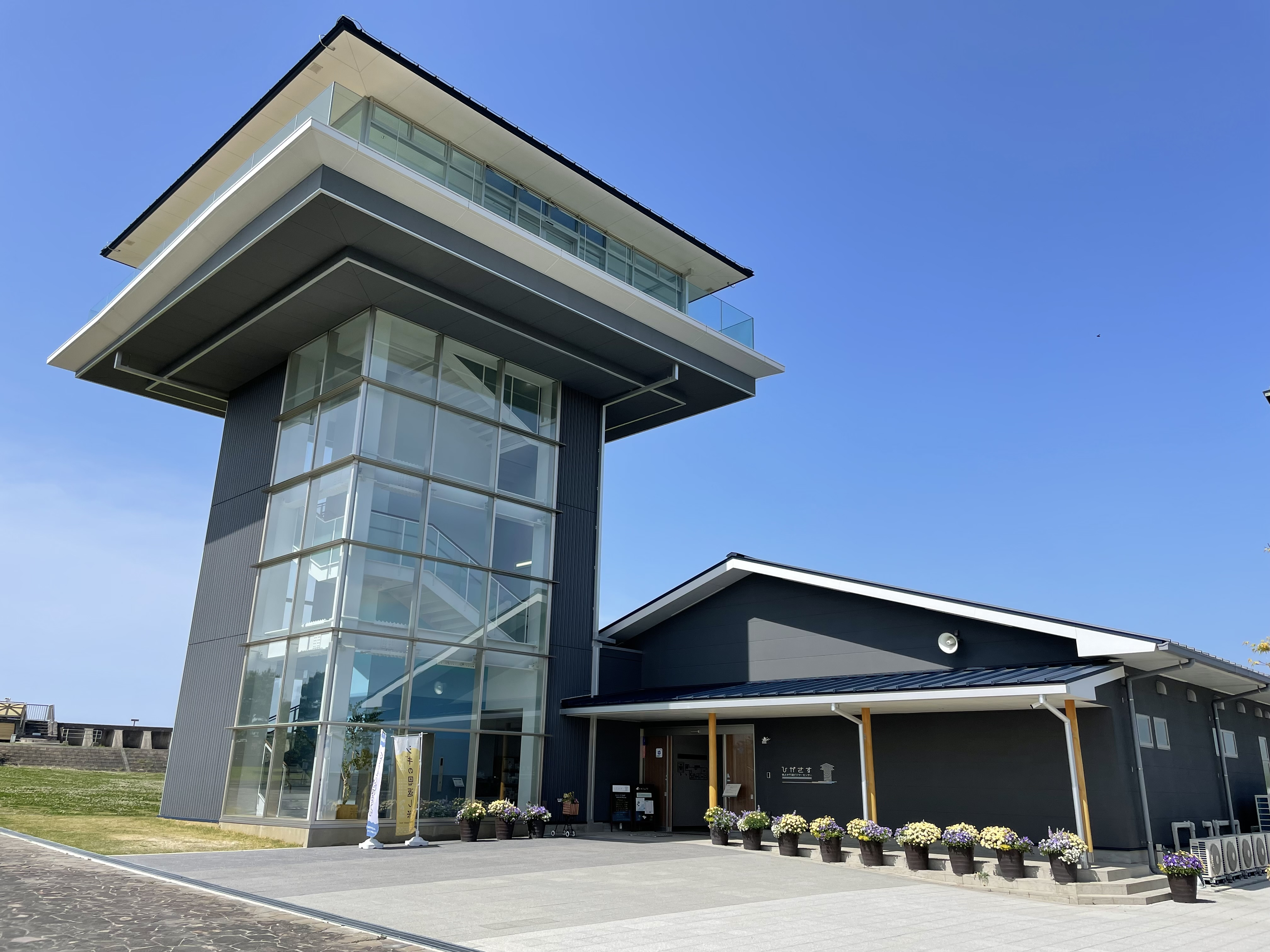
東よか干潟ビジターセンター「ひがさす」

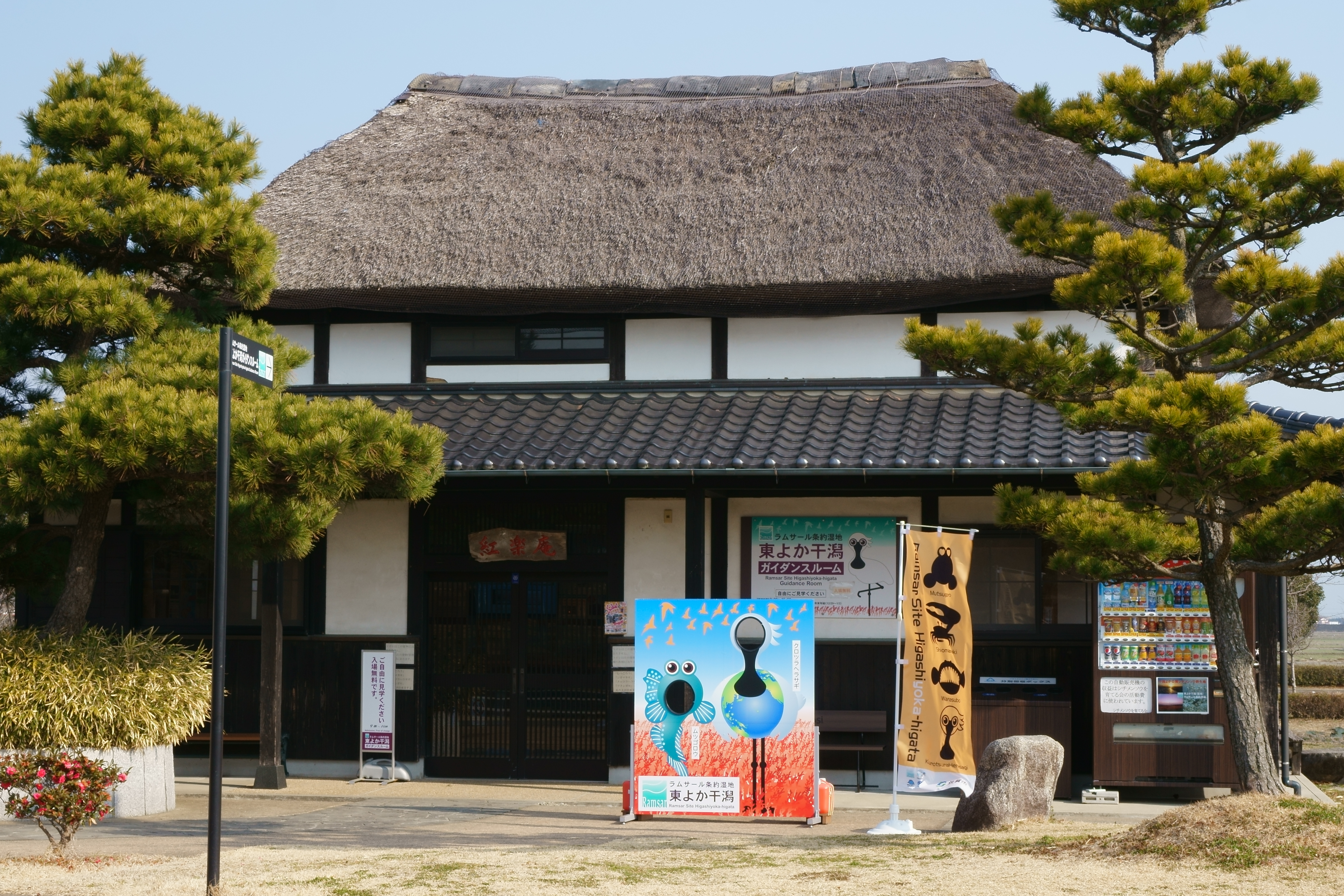
旧ガイダンスルーム（2018年）

- 東よか干潟ビジターセンター『ひがさす』 - 干潟よか公園（佐賀市東与賀町下古賀2885-2） の西側に所在、2020年10月開館。有明海と佐賀平野の両側をパノラマビューできる高さ13mの展望棟を有し、干潟や生物の特徴や魅力を伝える展示を行う。またワイズユース（賢明な利用）の拠点としてワークショップや学習・研究棟を行うレクチャールーム、地産品販売スペースを設けている[50]。
  - 開館時間 : 9:00 - 17:00、休館日 : 月曜及び年末年始、入館料 : 無料[50]
  - 干潟よか公園駐車場 : 217台（無料）[51]
  - 南の海岸堤防は干潟の展望スペースで、望遠鏡7基や案内板などが設置されている[49]。

センターは佐賀市が約5億9000万円をかけて設置し、地中熱利用の空調設備を導入した。なお、2015年10月から2020年9月まで、干潟よか公園内の東屋「紅楽庵」に展示説明を行うガイダンスルームが設けられていた。

## 観察に適した時期・時間
潮汐（干満差）が大きく、干潮時は海岸から最大約5km先まで干潟が現れる。水鳥の観察に適しているのは、潮位が5mを超える満潮の1時間前から1時間後にかけての2時間程であり、潮見表・潮位表などを確認してから来訪することが勧められている。一方、干潮時は干潟の上を動き回る無数のトビハゼ、ムツゴロウ、シオマネキなどの底生生物を海岸から観察できる。

## 交通アクセス
- 鉄道 : JR長崎本線 佐賀駅から自動車で30 - 35分[51][2]。
- 高速道路 : 長崎自動車道佐賀大和インターチェンジから自動車で45分[51][2]
- 航空機 : 佐賀空港から自動車で10分[3][2]